# الخلل (النادرة)

تعديل مصدري - تعديل

الخلل هي إحدى قرى عزلة المفتاح الأعلى بمديرية النادرة التابعة لمحافظة إب، بلغ تعداد سكانها 411 نسمة حسب تعداد اليمن لعام 2004.